# Comptonia
Comptonia é um género botânico pertencente à família Myricaceae. O género é monotípico, contendo apenas a espécie Comptonia peregrina, um arbusto nativo do leste da América do Norte, com distribuição desde o sul do Quebeque ao extremo norte da Geórgia, estendendo-se para oeste até ao Minnesota. O registo fóssil demonstra que o género teve outras espécies e uma distribuição alargada no continente americano.

## Descrição
Comptonia peregrina é um arbusto caducifólio que alcança 1,5 m de altura. Prefere habitats em terrenos secos, geralmente em associação com pinheiros.
As folhas são lineares a lanceoladas, com 3–15 cm de comprimento e 0,3–3 cm de largura, dentadas, margens lobulados-pinadas.
As flores são imperfeitas, agrupadas em inflorescências do tipo amentilho.
Comptonia peregrina serve de alimento às larvas de algumas espécies de lepidópteros, incluindo Bucculatrix paroptila, e de várias Coleophora como Coleophora comptoniella, Coleophora peregrinaevorella (que come exclusivamente folhas de Comptonia), Coleophora persimplexella, Coleophora pruniella e Coleophora serratella.